# 福永祐一
福永 祐一（ふくなが ゆういち、1976年12月9日 - ）は、日本中央競馬会（JRA）栗東所属の元騎手で現在は調教師である。父は現役時代「天才」と呼ばれた元騎手の福永洋一、叔父に元調教師の福永甲、福永二三雄、元騎手の福永尚武、北村卓士、義従兄に調教師の福永敏。妻は元フジテレビアナウンサーの松尾翠。2016年7月より夫人も所属している芸能事務所のホリプロとマネジメント契約を結んでいる。160 cm, 52 kg。義父は東芝顧問の松尾幸弘。
以下、父である福永洋一（洋一）、叔父である福永甲（甲）、福永二三雄（二三雄）、福永尚武（尚武）と区別するため、本文中はとくに「祐一」と表記する。

## 来歴

### 騎手デビュー前
栗東町立金勝小学校を卒業。近江兄弟社中学校時代はサッカーをしていた。中学校二年次に騎手になることを決め、母の猛反対を説得して競馬学校に入学。その前年にも受験していたが、実技テスト前に骨折し、翌年に再受験、近江兄弟社高校を中退し、12期生として競馬学校へ進む。同期にはJRA初の双子騎手柴田大知・柴田未崎、JRA初の女性騎手細江純子・牧原由貴子、和田竜二などがいる。

### 騎手時代
1996年、北橋修二厩舎でデビュー。3月2日の中京競馬第2競走でマルブツブレベストに騎乗し初騎乗初勝利を挙げると続く第3競走でもレイベストメントで勝利し、史上2人目のデビュー2連勝を飾る。同日、中京11Rの中日新聞杯（GIII）で瀬戸口勉厩舎のオグリワンに騎乗、デビュー日に重賞に騎乗した唯一のJRA騎手である。11月には1987年の武豊以来となる新人50勝を達成。12月、第10回香港国際カップのシーズグレイスで海外初騎乗（9着）。この年は最終的に53勝を挙げ、JRA賞最多勝利新人騎手を獲得した。
1997年7月22日、川崎競馬場（スパーキングナイター）で行なわれた第44回エンプレス杯でシルクフェニックスに騎乗し重賞初制覇。同年11月15日にキングヘイローで第2回東京スポーツ杯3歳ステークス（現東京スポーツ杯2歳ステークス）に勝ちJRA重賞初勝利。そのキングヘイローで1998年、第65回東京優駿（日本ダービー）初騎乗。
1999年の第59回桜花賞でプリモディーネに騎乗しJRAGI初勝利。しかしその翌週、中京競馬場で施行された第33回小倉大賞典の本馬場入場の際に落馬事故で左腎臓摘出というけがを負う。7月に復帰し、第51回朝日杯3歳ステークス（現朝日杯フューチュリティステークス）を自厩舎の所属馬エイシンプレストンで制した。
2005年は第22回フェブラリーステークスをメイショウボーラーで、第65回桜花賞と第10回NHKマイルカップをラインクラフトで、第66回優駿牝馬をシーザリオで制したほか、フサイチリシャールで第57回朝日杯フューチュリティステークスを勝利した。またシーザリオでは同年7月3日 （現地） アメリカ合衆国のハリウッドパーク競馬場で行われた第4回アメリカンオークス招待ステークスにも優勝し、日本生産・調教馬初のアメリカG1競走優勝という偉業を成し遂げた。また初の年間100勝を達成。
2006年の第31回エリザベス女王杯ではフサイチパンドラに騎乗。カワカミプリンセスに1位入線を許したものの同馬は審議の結果進路妨害で12着に降着となり、フサイチパンドラが2着から繰り上がり優勝。これにより史上6人目、初騎乗から10年8か月10日は藤田伸二の記録を抜いて史上最速でJRA G1全5場制覇。また同年に新設された第1回阪神カップをフサイチリシャールで制し、初代王者となった。
2007年には、JpnI競走の優駿牝馬でローブデコルテに騎乗し優勝。2001年から7年連続のGI級競走 (GI・JpnI) 勝利となった。11月29日に兵庫県警察宝塚警察署から一日警察署長を委嘱され「年末特別警戒隊発隊式」に出席した。
2008年も順調に勝利数を重ねた。9月27日に8811戦目で父・洋一の通算勝利数（983勝）に並んだ（洋一は5086戦目で983勝目をあげている） 。また、11月30日京都競馬場で行われた12Rでオリオンスターズに騎乗し中央競馬史上23人目となるJRA通算1000勝を達成した。また12月6日と7日に行われた第22回ワールドスーパージョッキーズシリーズ（WSJS） に、負傷した武豊騎手に代わっての出場。しかし、順調な勝利とは裏腹にこの年はGI競走での勝利がなく、連続勝利記録は7年で途絶えた。
2007年の第68回優駿牝馬以来、GI競走での勝利から遠ざかっていたが、2010年の第62回阪神ジュベナイルフィリーズで1番人気に支持されたレーヴディソールに騎乗し勝利。
2011年、第47回札幌記念などサマーシリーズの3レースを勝ち、サマージョッキーズシリーズを2位に15ポイント差で優勝。また、ディープインパクト産駒でブエナビスタの妹ジョワドヴィーヴルにて第63回阪神ジュベナイルフィリーズを連覇。岩田康誠との熾烈なリーディングジョッキー争いを制し、16年目で全国リーディングジョッキーとなると同時に、JRA史上初の親子での達成となった。
JRA賞最多勝利騎手は（地方競馬での）中央・地方交流競走の勝利を含めた勝利数で上回った岩田が受賞し、福永はJRA賞最高勝率騎手を受賞した。
2012年、6月2日の第65回鳴尾記念をトゥザグローリーで勝利、さらに翌日の第62回安田記念を関東馬ストロングリターンで勝利し2005年以来の牡馬牝馬混合GIを制覇。その勢いを持って同日12Rにて行われた第17回ユニコーンステークスもストローハットで勝利し史上初の同一週3重賞勝利を達成。第53回宝塚記念後、8月末までアメリカへ遠征する。なお、第48回札幌記念でダークシャドウに騎乗するため、一時帰国した。
2013年3月、松尾翠（元フジテレビアナウンサー）と結婚、8月20日に婚姻届を提出した。翠の父で元陸上自衛隊自衛官の松尾幸弘陸将（現・東芝顧問）は義父にあたる。同年10月6日、第64回毎日王冠でJRA重賞100勝を達成。10月20日、第74回菊花賞をエピファネイアで勝利し牡馬クラシック初制覇と同時に、父・洋一との親子制覇を達成した。さらに10月27日、第148回天皇賞（秋）をジャスタウェイで制覇し、2週連続で八大競走親子制覇を達成した。菊花賞と天皇賞（秋）を同一年に連覇したのは1965年の栗田勝以来である。最終的に131勝を挙げ2011年以来となるリーディングジョッキーとなった。この年から始まった初代MVJに選ばれた ほか、中京開催で20勝し、中京開催リーディングジョッキーになった。
2014年、3月29日の第19回ドバイデューティーフリー（現ドバイターフ）をジャスタウェイで勝利。この年は118勝を挙げるが、全国リーディング4位となった。中京開催で19勝し、2年連続中京開催リーディングジョッキーになった。
2015年は、121勝を挙げリーディング1位を走っていたが、10月31日の第58回スワンステークスにて、最後の直線でテイエムタイホーが斜行、接触し落馬した。これにより、右肩鎖関節脱臼、右鎖骨剥離骨折と診断されるが、精密検査の結果、右肩のじん帯断裂、右胸骨骨折も明らかになった。
怪我後2016年は2月13日の京都競馬で復帰し、7鞍に騎乗するも、勝利にはならなかった が、翌日の14日に復帰後初勝利を挙げた。
2016年10月16日に行われた第21回秋華賞をヴィブロスで優勝し、JRA・G1レース通算20勝目をマークした。
2017年7月15日、中京8Rをキセキで勝利し史上8人目のJRA通算2000勝を1万5643戦目で達成。デビューから21年4ヶ月14日、40歳7ヶ月7日での達成は、武豊に次ぐ史上2番目のスピードであった。

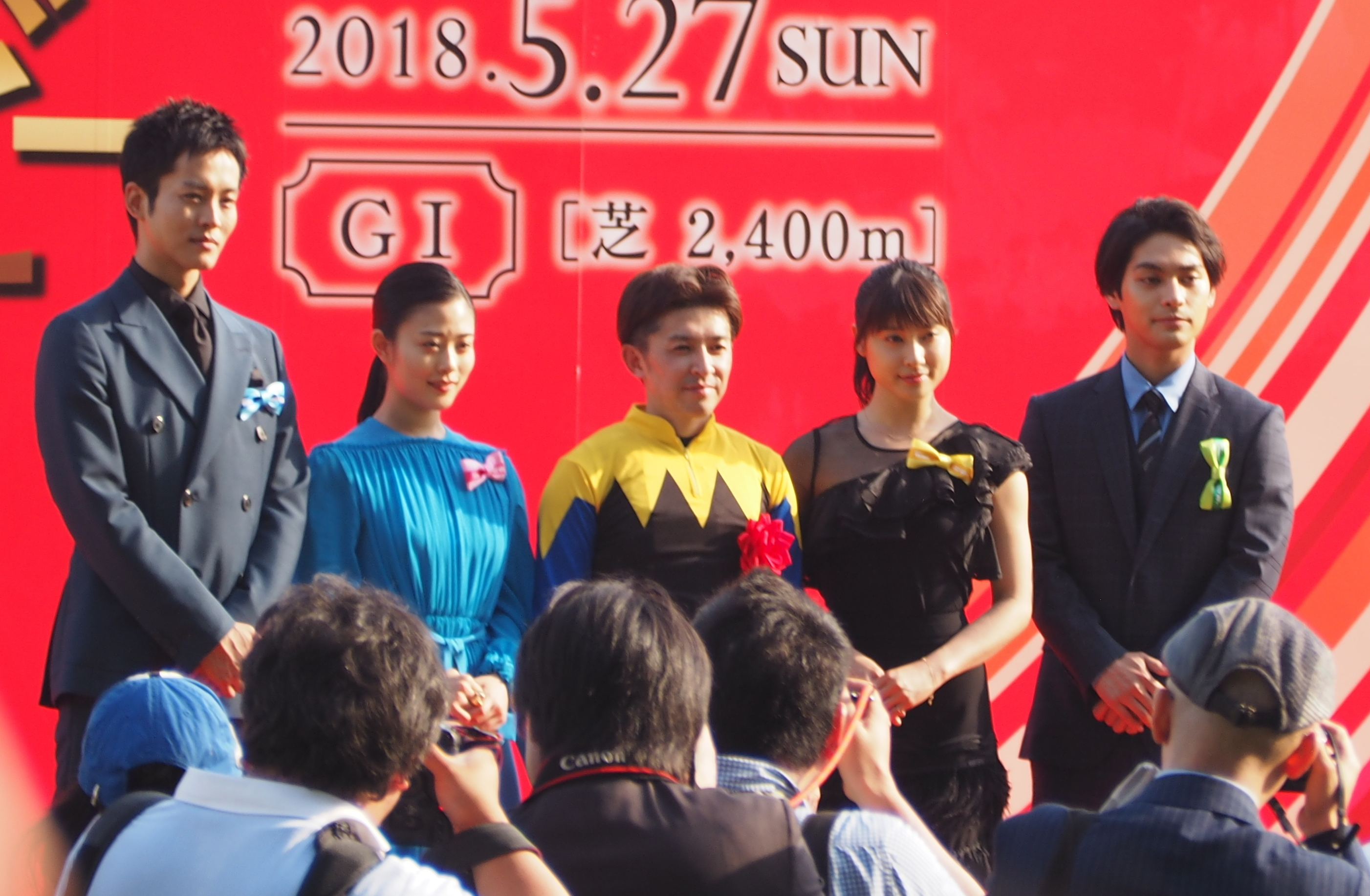
第85回日本ダービー表彰式
（中央が福永祐一）

2018年5月27日に行われた第85回東京優駿（日本ダービー）を5番人気ワグネリアンで優勝。19回目にして初の日本ダービー制覇を達成した。父が成し遂げられなかった福永家悲願のダービー制覇となった。
2019年3月24日、中京競馬場にて開催された第49回高松宮記念をミスターメロディで勝利。レース5日前の3月19日にはキングヘイローが他界しており、かつてのパートナーに捧げる勝利となった。同年12月1日の中京4Rでサヴァイヴに騎乗して1着となり、JRA年間100勝を達成し、年間100勝連続達成記録を10年とし、岡部幸雄（1990年～1998年）と武豊（1992年～2000年）が記録していた連続9年を更新。
2020年4月19日、中山競馬場で行われた第80回皐月賞を1番人気コントレイルで優勝。父・洋一との皐月賞父子勝利、史上11人目の5大クラシック完全制覇、世代限定JRAGI 完全制覇を達成した。
2020年5月31日、第87回東京優駿（日本ダービー）をコントレイルで優勝。自身2度目のダービー制覇を果たした。同年10月25日、京都競馬場で行われた第81回菊花賞をコントレイルで優勝、同馬とのコンビで中央競馬クラシック三冠を達成した。43歳での達成は三冠騎手としては最年長であった。同年11月21日、阪神4Rで史上9人目のJRA通算18,000回騎乗を達成した。
2021年1月10日、中京11R第55回シンザン記念をピクシーナイトで勝利し、史上5人目のJRA通算2400勝を達成した。同年5月2日、第163回天皇賞（春）をワールドプレミアで優勝。史上2例目の天皇賞春秋親子制覇と同時に、史上4人目となるJRA重賞150勝を達成した。同年5月30日、第88回東京優駿をシャフリヤールで優勝。前年のコントレイルに続く連覇達成（武豊、四位洋文に続き史上3人目）および、単独2位となる通算3勝目となった。また同時にJRA・G1レース通算30勝を達成した。同年9月26日、中京4Rをドライスタウトで勝利し、史上5人目の通算2500勝を達成した。10月3日、第55回スプリンターズステークスでピクシーナイトに騎乗し優勝して年間GI3勝目を勝ち取った。12月12日、第23回香港スプリントに前走スプリンターズステークスを制覇したピクシーナイトに騎乗し出走。レースでは後方を進んでいたが、第4コーナーに差し掛かった際前方を進んでいたアメージングスターが転倒。それに巻き込まれる形でピクシーナイトも転倒し、福永は体を投げ出された。事故後も意識ははっきりしており搬送先の病院で左鎖骨骨折と診断された。同月25日に手術を受け、翌年2月の復帰を目指しリハビリに専念。
2022年2月5日の中京競馬で復帰し3鞍に騎乗。同日のメインレースであるアルデバランステークスをスマッシングハーツ騎乗で勝利を飾った。同年10月16日阪神1R2歳未勝利でゴッドセンドに騎乗し1着となり、史上4人目のJRA通算2600勝達成。同年12月8日、2023年度新規調教師試験に合格したことが発表され、同時に翌年2月をもって騎手を引退することが告知された。3日後の12月11日、カペラステークスをリメイクで勝利。これが騎手として最後のJRA重賞勝利となった。
2023年2月6日、引退式を3月4日に行うことがJRAから発表された。奇しくもこの日は、洋一の最終騎乗となった日でもある。2月9日、佐賀記念をバーデンヴァイラーで勝利し、騎手生活最後の重賞勝利を飾った。同年2月19日、東京12Rの大島特別でゲンパチプライドに騎乗（5着）したのが日本での最後の騎乗となり、同25日（現地時間、日本時間26日未明）に行われたリヤドダートスプリントでリメイクに騎乗し3着。27年の騎手生活を終えた。最終年の騎手生活はは2か月だったため、2010年から続いていた年間100勝連続達成記録は2022年で途切れたが連続13年で最長キャリアを保持して引退。

### 調教師転身後

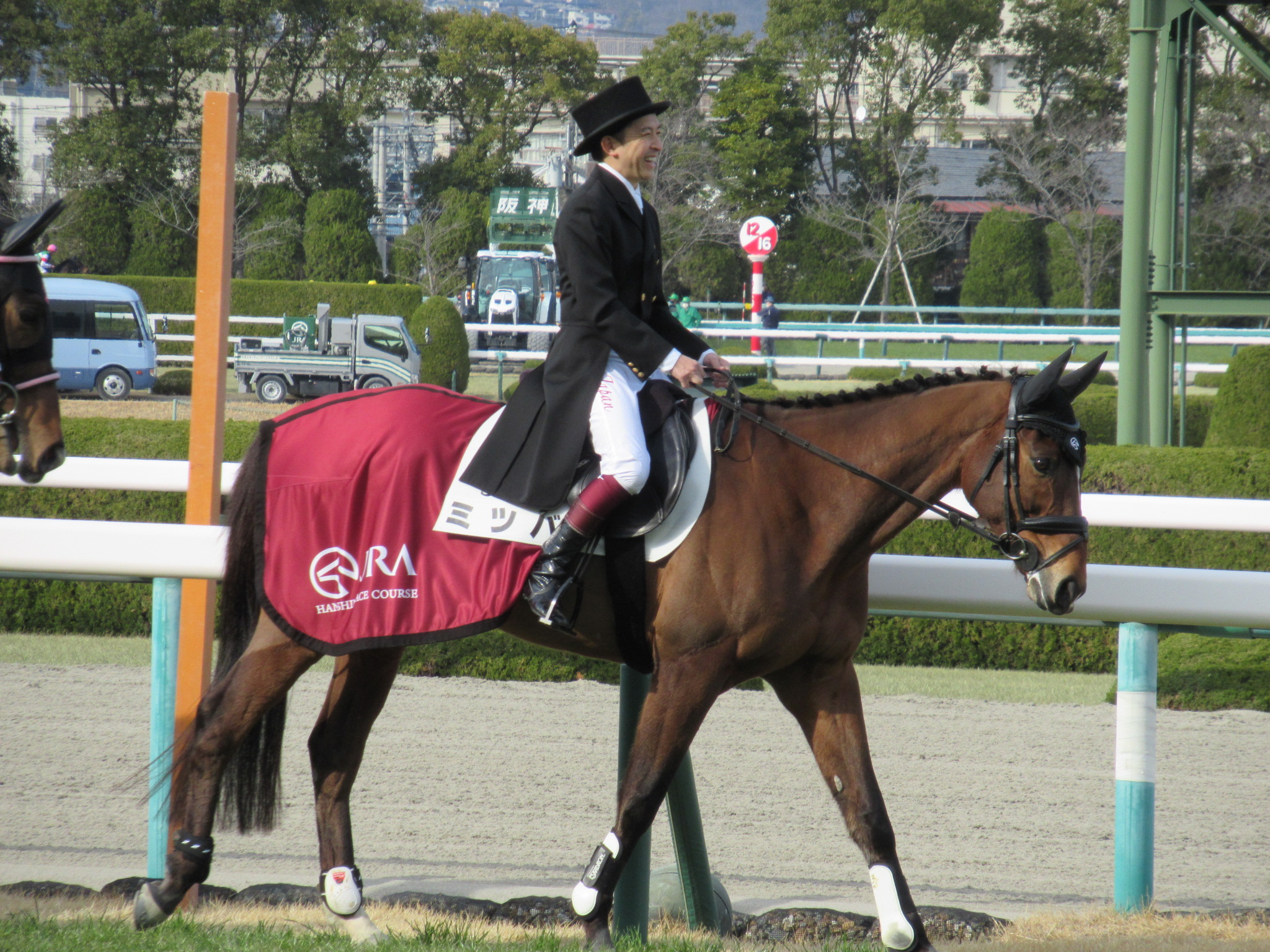
チューリップ賞において、シルクハット姿で誘導馬ミツバに乗る福永祐一

2023年3月1日付で調教師免許が交付された。厩舎開業までの1年間は技術調教師として活動。本人によれば藤原英昭厩舎での修行を予定していたものの、当の藤原から「（所属した厩舎の）色がつくから、お前はフリーで行け」と言われてしまい所属できず、その影響で厩舎開業まで本業では無収入だった。
2023年3月4日、第30回チューリップ賞で誘導馬のミツバに騎乗し、出走17頭を先導した。同日行われた引退式ではJRA理事長・後藤正幸などに加え、師匠である北橋修二、主戦騎手を務めたコントレイルの生産者である前田幸治、後輩の川田将雅、競馬学校同期で日本騎手クラブ副会長兼関西地区支部長の後任となる和田竜二、日本騎手クラブ会長の武豊からの花束贈呈を受けた。落馬事故以来44年ぶりに阪神競馬場に姿を見せた父・洋一と母・ 裕美子への感謝の花束を渡し、最後の挨拶では両親や北橋への感謝の言葉を涙ながらに伝えた。
2024年、厩舎を開業。同年3月9日、阪神競馬第11Rにレオノーレを出走させ、管理馬初出走。鞍上には武豊を迎え、積極的に逃げるもゴール寸前でハナ差だけ交わされ2着。初出走初勝利はならなかった。同年4月7日、福島競馬8Rでマルカブリッツが1着となり、調教師としての初勝利を挙げた（鞍上は小沢大仁）。4月13日アーリントンカップでチャンネルトンネルが重賞初出走で3着。同馬で5月5日のNHKマイルカップにG1初出走も6着。8月18日CBC賞をドロップオブライトが優勝し、人馬ともに重賞初制覇となった。なおCBC賞は騎手時代に2012年から2連覇しており、騎手と調教師の両方で制したことになる。

## 人物
- 現在は競馬学校花の12期生の1人として語られることも多いが、その前年に競馬学校11期生の入学試験を受けている。しかし、直前に負った足の骨折で体力試験をパスできずに不合格。これにより福永は幻の11期生となったが、その後1年間近江兄弟社高等学校に通い[89]、翌年に再受験し合格したため、1歳年上の細江純子以外の同期生は福永より1歳年下である。
- テレビゲームマニアで、幼少の頃は信長の野望シリーズや三國志シリーズ (どちらもコーエー) に熱中していた他、「イメージトレーニングのため」と称して『ジーワンジョッキー』シリーズ (コーエー) をプレイすることが多く、かつて主戦を務めたキングヘイローも登場する『ウマ娘』もプレイ済み[90]。『ジーワンジョッキー』ではゲーム中に自分自身が実名で登場するため、自分の名前ではなくエディット機能を使用して父・洋一の名前でプレイしている[91]。
- 工藤公康とも馴染みがある[92]。
- 祖父が元調教師である武元唯衣（櫻坂46）とも交流があり、幼少期の武元が福永に抱きかかえてもらっている写真を武元がテレビ番組で公開したことがある[93]。武元の所属する櫻坂46の元キャプテンである菅井友香とは2023年9月29日より「菅井友香のウマのおケイコ〜教えて!福永先生〜」（カンテレ）で共演している[94]。
- 妹は引退馬の支援活動を行うTCCセラピーパーク（滋賀県栗東市）の運営に携わっている[95][96]。
- 八大競走は全8レースのうち7つを制覇しているが、二大グランプリの有馬記念だけは最後まで勝てなかった（最高は2022年のボルドグフーシュで2着）。また、前述の通り技術調教師の1年間はほぼ無収入だったこともあり、調教師転身後は意図的に生活レベルを落としている。本人によれば「（騎手時代は）身体に違和感が少しでも生じるとレースに差し支えるから（飛行機では）ビジネスクラスを使っていた」が、調教師になってからは「エコノミークラスでもまったく問題ない」という。同様に宿泊するホテルのランクも下げ、移動もタクシーではなく電車を使うようになったという[85]。
- 騎手として父の名に恥じない活躍をしたので、天才二世と呼ばれる[97]。
- 中央のGIは34勝しているが、ウイニングランのコールは一度も呼ばれたことがない。

## GI・JpnI競走勝利
（斜字は統一GI、太字は海外GIを指す）
- 1999年
  - 桜花賞 - プリモディーネ[5]

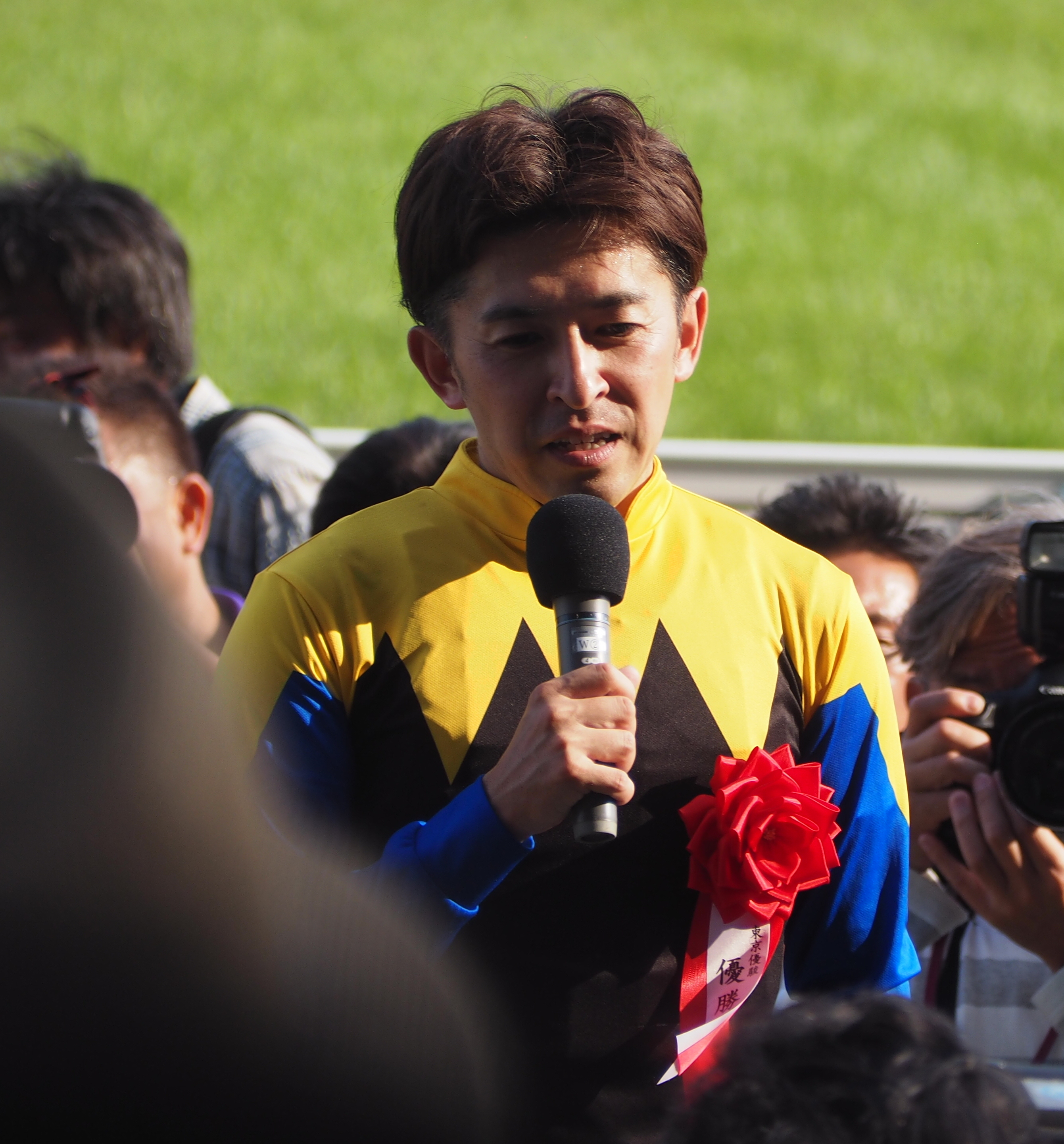
2018年東京優駿（日本ダービー）勝利騎手インタビュー

  - 朝日杯3歳ステークス - エイシンプレストン[26]
- 2001年
  - 香港マイル - エイシンプレストン[98]
- 2002年
  - クイーンエリザベス2世カップ - エイシンプレストン[99]
  - JBCスプリント - スターリングローズ[100]
  - 阪神ジュベナイルフィリーズ - ピースオブワールド[101]
  - 朝日杯フューチュリティステークス - エイシンチャンプ[102]
- 2003年
  - クイーンエリザベス2世カップ - エイシンプレストン[103]
- 2004年
  - 高松宮記念 - サニングデール[104]
  - 優駿牝馬 - ダイワエルシエーロ[105]
- 2005年[27]
  - フェブラリーステークス - メイショウボーラー
  - 桜花賞 - ラインクラフト
  - NHKマイルカップ - ラインクラフト
  - 優駿牝馬 - シーザリオ
  - アメリカンオークス招待ステークス - シーザリオ[28]
  - 朝日杯フューチュリティステークス - フサイチリシャール
- 2006年[106]
  - エリザベス女王杯 - フサイチパンドラ[注 3]
- 2007年[107]
  - 優駿牝馬 - ローブデコルテ
- 2010年[108]
  - 阪神ジュベナイルフィリーズ - レーヴディソール
- 2011年[109]
  - 阪神ジュベナイルフィリーズ - ジョワドヴィーヴル
- 2012年[110]
  - 安田記念 - ストロングリターン
- 2013年[111]
  - 菊花賞 - エピファネイア
  - 天皇賞（秋） - ジャスタウェイ
- 2014年
  - ドバイデューティーフリー - ジャスタウェイ[112]
- 2016年[113]
  - 高松宮記念 - ビッグアーサー
  - 秋華賞 - ヴィブロス
- 2017年
  - 帝王賞 - ケイティブレイブ
- 2018年
  - 川崎記念 - ケイティブレイブ
  - 東京優駿 - ワグネリアン
  - JBCクラシック - ケイティブレイブ
- 2019年
  - 高松宮記念 - ミスターメロディ
  - 安田記念 - インディチャンプ
  - ホープフルステークス - コントレイル
- 2020年
  - 皐月賞 - コントレイル
  - かしわ記念 - ワイドファラオ
  - 東京優駿 - コントレイル
  - 菊花賞 - コントレイル
- 2021年
  - 天皇賞（春） - ワールドプレミア
  - 東京優駿 - シャフリヤール
  - スプリンターズステークス - ピクシーナイト
  - ジャパンカップ - コントレイル
- 2022年
  - フェブラリーステークス - カフェファラオ
  - 皐月賞 - ジオグリフ
  - マイルチャンピオンシップ南部杯 - カフェファラオ

## 騎乗成績
|                 | 日付           | 競馬場・開催    | 競走名             | 馬名               | 頭数 | 人気 | 着順 |
| --------------- | -------------- | --------------- | ------------------ | ------------------ | ---- | ---- | ---- |
| 初騎乗・初勝利  | 1996年3月2日   | 1回中京1日目3R  | 4歳未勝利          | マルブツブレベスト | 16頭 | 1    | 1着  |
| 重賞初騎乗      | 1996年3月2日   | 1回中京1日目11R | 中日新聞杯         | オグリワン         | 16頭 | 6    | 15着 |
| 重賞初勝利      | 1997年7月22日  | 5回川崎6日目9R  | エンプレス杯       | シルクフェニックス | 7頭  | 3    | 1着  |
| JRA・重賞初勝利 | 1997年11月15日 | 5回東京5日目11R | 東京スポーツ杯3歳S | キングヘイロー     | 12頭 | 1    | 1着  |
| GI初騎乗        | 1996年10月20日 | 4回京都6日目10R | 秋華賞             | シーズグレイス     | 18頭 | 12   | 6着  |
| GI初勝利        | 1999年4月11日  | 2回阪神6日目11R | 桜花賞             | プリモディーネ     | 18頭 | 4    | 1着  |

| 年度   | 1着  | 2着  | 3着  | 騎乗数 | 勝率 | 連対率 | 複勝率 | 表彰 |
| ------ | ---- | ---- | ---- | ------ | ---- | ------ | ------ | --- |
| 1996年 | 53   | 49   | 45   | 518    | .102 | .197   | .284   | JRA賞（最多勝利新人騎手） 関西放送記者クラブ賞（敢闘賞）                                                                             |
| 1997年 | 62   | 59   | 56   | 692    | .090 | .175   | .256   | |
| 1998年 | 52   | 52   | 55   | 635    | .082 | .164   | .250   | 小倉ターフ賞 |
| 1999年 | 43   | 39   | 31   | 398    | .108 | .206   | .284   | |
| 2000年 | 84   | 71   | 61   | 660    | .127 | .235   | .327   | 小倉ターフ賞 |
| 2001年 | 81   | 68   | 69   | 749    | .108 | .199   | .291   | |
| 2002年 | 89   | 62   | 78   | 722    | .123 | .209   | .317   | JRA優秀騎手賞（勝利度数部門・賞金獲得部門）                                                                                          |
| 2003年 | 83   | 78   | 67   | 696    | .119 | .231   | .328   | |
| 2004年 | 96   | 81   | 96   | 771    | .125 | .230   | .354   | JRA優秀騎手賞（賞金獲得部門） 小倉ターフ賞                                                                                           |
| 2005年 | 109  | 70   | 81   | 811    | .134 | .221   | .321   | JRA優秀騎手賞（勝利度数部門・勝率部門・賞金獲得部門）                                                                                |
| 2006年 | 88   | 69   | 87   | 820    | .107 | .191   | .298   | JRA優秀騎手賞（賞金獲得部門4位） |
| 2007年 | 82   | 80   | 67   | 744    | .110 | .218   | .308   | |
| 2008年 | 86   | 70   | 86   | 804    | .107 | .194   | .301   | |
| 2009年 | 93   | 82   | 89   | 825    | .113 | .212   | .320   | |
| 2010年 | 109  | 108  | 82   | 809    | .135 | .268   | .370   | JRA優秀騎手賞（勝利度数部門4位・賞金獲得部門4位） 関西テレビ放送賞 フェアプレー賞（関西）                                            |
| 2011年 | 133  | 98   | 84   | 824    | .161 | .280   | .382   | JRA賞（最高勝率騎手） JRA優秀騎手賞（勝利度数部門2位・勝率部門1位・賞金獲得部門2位） サマージョッキーズシリーズ優勝 関西テレビ放送賞 |
| 2012年 | 115  | 101  | 72   | 741    | .155 | .291   | .389   | JRA優秀騎手賞（勝利度数部門5位・勝率部門2位・賞金獲得部門3位）                                                                       |
| 2013年 | 131  | 103  | 103  | 844    | .155 | .277   | .399   | JRA賞（最多勝利騎手、最多賞金獲得騎手、MVJ） JRA優秀騎手賞1位 関西テレビ放送賞                                                       |
| 2014年 | 118  | 111  | 92   | 751    | .157 | .305   | .427   | |
| 2015年 | 121  | 112  | 75   | 738    | .164 | .316   | .417   | 関西テレビ放送賞、優秀騎手賞4位 |
| 2016年 | 106  | 101  | 70   | 703    | .151 | .294   | .394   | 優秀騎手賞4位 |
| 2017年 | 116  | 85   | 81   | 740    | .157 | .272   | .381   | JRA優秀騎手賞4位 |
| 2018年 | 103  | 83   | 84   | 689    | .149 | .270   | .392   | JRA優秀騎手賞5位 |
| 2019年 | 107  | 110  | 84   | 713    | .150 | .304   | .422   | JRA優秀騎手賞5位 |
| 2020年 | 134  | 91   | 85   | 698    | .192 | .322   | .444   | JRA優秀騎手賞4位 |
| 2021年 | 123  | 92   | 92   | 687    | .179 | .313   | .447   | JRA優秀騎手賞4位 |
| 2022年 | 101  | 72   | 82   | 610    | .166 | .284   | .418   | 関西競馬記者クラブ賞 |
| 2023年 | 18   | 14   | 10   | 105    | .171 | .305   | .400   | |
| 中央   | 2636 | 2211 | 2064 | 19497  | .135 | .249   | .354   | |
| 地方   | 87   | 90   | 91   | 607    | .143 | .292   | .442   | |
| 海外   | 5    | 1    | 1    | 27     | .185 | .222   | .259   | |

出典：JRA騎手名鑑、地方競馬情報サイト（累計成績は2024年12月31日現在）
- 通算100勝 1997年9月27日阪神4R サラ4歳未勝利・クラッカージャック
- 通算200勝 1999年10月16日京都4R サラ3歳新馬・エイユータイガー
- 通算300勝 2001年1月20日京都3R サラ3歳新馬・アサギリ
- 通算400勝 2002年3月30日阪神11R コーラルS・スターリングローズ
- 通算500勝 2003年7月20日小倉6R サラ2歳新馬・メイショウボーラー
- 通算600勝 2004年8月21日小倉1R サラ2歳未勝利・パリスセイリュウ
- 通算700勝 2005年6月25日阪神5R サラ2歳新馬・エイシンアモーレ
- 通算800勝 2006年7月15日小倉2R サラ3歳未勝利・トーホウシャイン
- 通算900勝 2007年10月6日京都9R りんどう賞・エイムアットビップ
- 通算1000勝 2008年11月30日京都12R サラ3歳以上1000万下・オリオンスターズ
- 通算1100勝 2009年11月28日京都8R サラ3歳以上1000万下・セレスダイナミック
- 通算1200勝 2010年11月27日東京11R プロミネントJT・スノークラッシャー
- 通算1300勝 2011年9月19日阪神10R 西宮ステークス・ゴールスキー
- 通算1400勝 2012年5月20日東京13R サラ3歳未勝利・サウンドレーサー
- 通算1500勝 2013年4月21日東京6R サラ3歳500万下・フミノファルコン
- 通算1600勝 2014年2月22日京都8R サラ4歳以上500万下・トランザムスター
- 通算1700勝 2014年11月24日東京12R サラ3歳以上500万下・レッドエンブレム
- 通算1800勝 2015年8月23日札幌7R サラ3歳以上500万下・ヴェネト
- 通算1900勝 2016年8月27日新潟1R サラ2歳未勝利・ジュンヴァリアス
- 通算2000勝 2017年7月15日中京8R サラ3歳以上500万下・キセキ
- 通算2100勝 2018年6月30日中京9R サラ3歳以上500万下・ルタンデュボヌール
- 通算2200勝 2019年6月22日阪神5R 2歳新馬・ラウダシオン
- 通算2300勝 2020年5月3日東京2R 3歳未勝利・サイモンルグラン
- 通算2400勝 2021年1月10日中京11R シンザン記念・ピクシーナイト
- 通算2500勝 2021年9月26日中京4R 2歳新馬・ドライスタウト
- 通算2600勝 2022年10月16日阪神1R 2歳未勝利・ゴッドセンド

### タイトル
- 最多勝利：1回（2013年）
  - 関西リーディング：4回（2010年、2011年、2013年、2015年）
- 最高勝率：1回（2011年）
- 最多賞金獲得：1回（2013年）
- MVJ：1回（2013年） ※初代受賞者
- フェアプレー賞：1回（2010年）
- 最多勝利新人、関西放送記者クラブ賞（1996年）

## 騎手としての評価
- 1990年代の評価
  - 田原成貴はJRA所属の騎手であった当時出版した著書（『馬上の風に吹かれて 競馬場の風来坊2』）において、福永は武豊や横山典弘と比較すると、騎手としての素質をさほど持ち合わせていないと評している[116]。田原は、福永の問題点として、「一生懸命、上半身を柔らかくしようとしているけど、下半身が固いから、努力だけで終わってる」と指摘している[116]。また田原は、この著書を出版した1997年頃から福永の自宅へ出向き、細かい扶助から馬の動かし方まで、マンツーマンでいろいろと指導を行っていた[117][118]。福永曰く「研修生」のような状態であり、1998年皐月賞レース直後には「下手くそ!」「お前、今日のレースは勝ってたぞ」と調整ルームにて酷評されている[117]。
- 2000年代の評価
  - デビュー当時（2004年）藤岡佑介騎手は、福永騎手について、当時のトップジョッキーの雰囲気と比較して、"無邪気に楽しく馬に乗っている"という印象を語っている[119]
- 2010年代の評価
  - 競走馬に競馬を教える手腕を評価する声があり、JRA美浦所属の調教師堀宣行、JRA栗東友道康夫厩舎所属の安田助手がインタビューで言及している[120][121]。
  - JRA所属騎手の小牧太は、｢(福永を)すごく応援してる。人間性がね、すごく好きやねん。この人が上に立って、引っ張っていってくれたらいいなぁって思う。彼はそれくらいの精神力を持っている気がするから。」「(福永は)よう考えてる、いろいろね。彼は賢いねんな。アメリカに行って、乗り方もレベルアップしたと思うよ。」[122]「彼はとにかく賢いし、黙々と頑張ってる感じやね。彼自身で変わったことといえば、結婚していいパパになったことくらいでしょう。騎手クラブの仕事も一生懸命にやってくれて、ホンマに責任感の強い子やね。」[123] と評価している。
  - 藤田伸二はJRA所属の騎手であった当時出版した著書（『騎手の一分 競馬界の真実』）において、福永の騎乗フォームについて、「おそらく体が硬い」ことが原因で騎乗時に馬と体の間にムダな隙間が生じてバランスが非常に悪く、また騎乗技術に長けた騎手に比べ体重が後ろにかかっているため懐が大きく開き、膝でバランスをとろうとして膝がガックンガックン動いてしまっている、と指摘[124]。加えて「勝ちにこだわった騎乗」もできておらず、「強い馬に乗せてもらっているから勝っている」に過ぎない、と評している[125]。また福永自身がしばしばJRAの制裁対象となっているにもかかわらず、若手騎手に対しては安全に配慮した騎乗ができていないと調整ルームで「威圧している」とし、批判している[126]。ただし、藤田は現役引退後にスタートした自身のオフィシャルサイト内のコラムでは「(福永は)己の技術を知ってるからこそ、今でも先輩らに耳を傾ける人間なんだよ。だから人格って凄いよな!俺が真似出来たら、まだ現役だよ!」[127] と人格に関しては評価をしており、レース回顧においては福永の騎乗を褒める記述も見られる[128][129]。
  - JRAに所属していた元騎手の坂井千明はブログの中で、2013年菊花賞における福永(エピファネイア騎乗)について、「祐一の抑え方もうまかったよ。手綱を引っ張っていても、拳は上げないで自分の重心を後ろに持っていく感じ。ハミを噛んではいても、頭が上がらないようにうまくバランスを取っていたよ。もし、頭を上げたら馬とケンカになって、抑えが利かなくなっていたと思う。」[130] と評価している。
  - JRA所属騎手（当時。現・JRA調教師）の四位洋文は対談において、「デビューした頃の祐一はひどかったもんなぁ(笑)。」[131] としつつも、「祐一は本当に頑張ったよ。今でも本当に頑張っている。祐一は頭がいいから、他のジョッキーに比べて自分をプロデュースする能力に長けているんだと思う。俺に祐一の頭の良さがあったら、もっとすごいジョッキーになれたのになぁ。」「無意識に自分をプロデュースできているんだろうね。だから、誰からも好かれるし、その結果、いい波がどんどんくる。」[132] と人となりを評価している。
  - 大井競馬所属騎手の的場文男は対談において、「祐一くんの騎乗フォームなんか、本当にキレイだもんね。道中も直線も本当にキレイに乗ってくる。馬はものすごく楽だと思うよ。」[133] と評価している。
  - 東京スポーツ記者虎石晃はコラムの中で、2016年8月28日朱鷺ステークス[134]における福永の騎乗について、「最大の衝撃は10Rのペイシャフェリスを1着に導いたこと。これはまさに神がかり。」[135] と評価している。また、JRA美浦所属の調教師中川公成の「あまりいいこと言わない人が多いけど、福永って上手いと思うんだけどな」との意見に対し、虎石は「G1となると、先週のような消極的な面が出てしまうけれど、平場は、先生が言う通り、上手いですよ。スタートセンスは抜群だし、往々にして勝てる位置で競馬をしてくれますから。」と答えている[136]。
- 2020年代の評価
  - 田原成貴はNumberのインタビューにおいて、「まず、何度も言っている騎手の重心と馬の支点。同じ馬でも、スタートしたときや、道中、それに追うときといろいろ変わってくるのですが、祐一君は、それを瞬時にポンと合わせられる。そしてそこからあまり揺れないし、動かない。お父さんほどではないけど、すごいなと思う。あと、コントレイルで無敗の三冠を獲る前から、例えば、本質的には中距離がベストの馬に長距離でもいいパフォーマンスを発揮させるなど、馬の能力を補う乗り方ができるようになっていた。それがコントレイルとのコンビで顕著に表れたんでしょうね。もともと頭がいいんだから、それに一番大事な馬乗りが追いついたら、やっぱり無敵になりますよ。それに、いろんなタイプの馬に乗ったことで感性も磨かれましたね」[137]と評価している。

## 調教師成績
2024年3月6日付けで厩舎を開業した。同年3月5日付けで定年引退する安田隆行厩舎から重賞勝ち馬ダノンスコーピオンや騎手時代にコンビを組み重賞制覇を果たしたデュアリスト等を引き継いだ。
|            | 日付          | 競馬場・開催  | 競走名             | 馬名               | 頭数 | 人気 | 着順 |
| ---------- | ------------- | ------------- | ------------------ | ------------------ | ---- | ---- | ---- |
| 初出走     | 2024年3月9日  | 1回阪神5日11R | コーラルステークス | レオノーレ         | 16頭 | 2    | 2着  |
| 初勝利     | 2024年4月7日  | 1回福島2日8R  | 4歳以上1勝クラス   | マルカブリッツ     | 16頭 | 4    | 1着  |
| 重賞初出走 | 2024年4月13日 | 2回阪神7日11R | アーリントンカップ | チャンネルトンネル | 16頭 | 4    | 3着  |
| 重賞初勝利 | 2024年8月18日 | 2回中京4日11R | CBC賞              | ドロップオブライト | 18頭 | 6    | 1着  |
| GI初出走   | 2024年5月5日  | 2回東京6日11R | NHKマイルカップ    | チャンネルトンネル | 18頭 | 12   | 6着  |
| GI初勝利   |               |               |                    |                    |      |      |      |

### 主な管理馬
- ドロップオブライト（2024年CBC賞）
- ランフォーヴァウ（2024年デイリー杯2歳ステークス）
- ダノンスコーピオン
- デュアリスト

## 雑誌
- 週刊プレイボーイ「競馬の神髄」 (2代目執筆者) →「福永祐一のリーディング一直線」 (いずれも連載終了)

## 写真集
- 「福永祐一」 (和田絵衣子撮影。講談社、1997年) ISBN 9784062084307